# Hipika TV
Hipika TV – polska tematyczna stacja telewizyjna poświęcona wyścigom konnym, działająca w latach 2003–2006.

## Historia
Stacja została uruchomiona 26 kwietnia 2003 roku o godz. 13:30. Relacjonowała wyścigi konne z torów na warszawskim Służewcu. Właścicielem stacji była spółka Służewiec Tory Wyścigów Konnych.
Kanał nadawał (z przerwami) za pośrednictwem satelity Europe*Star 1 45°E, skąd sygnał był transmitowany do terminali TOTTO Totalizatora Wyścigów Konnych, umiejscowionych w różnych punktach Polski. Powodem zaniechania emisji programu było bankructwo jej właściciela.